# Memphis Slim

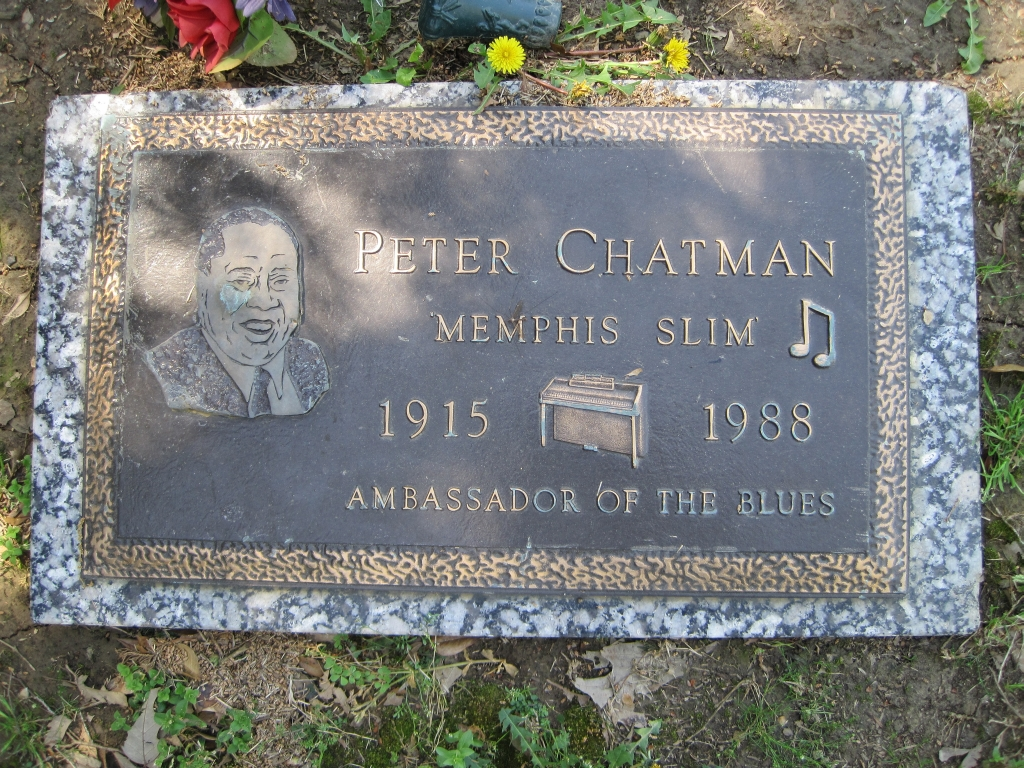
Memphis Slims gravsten.

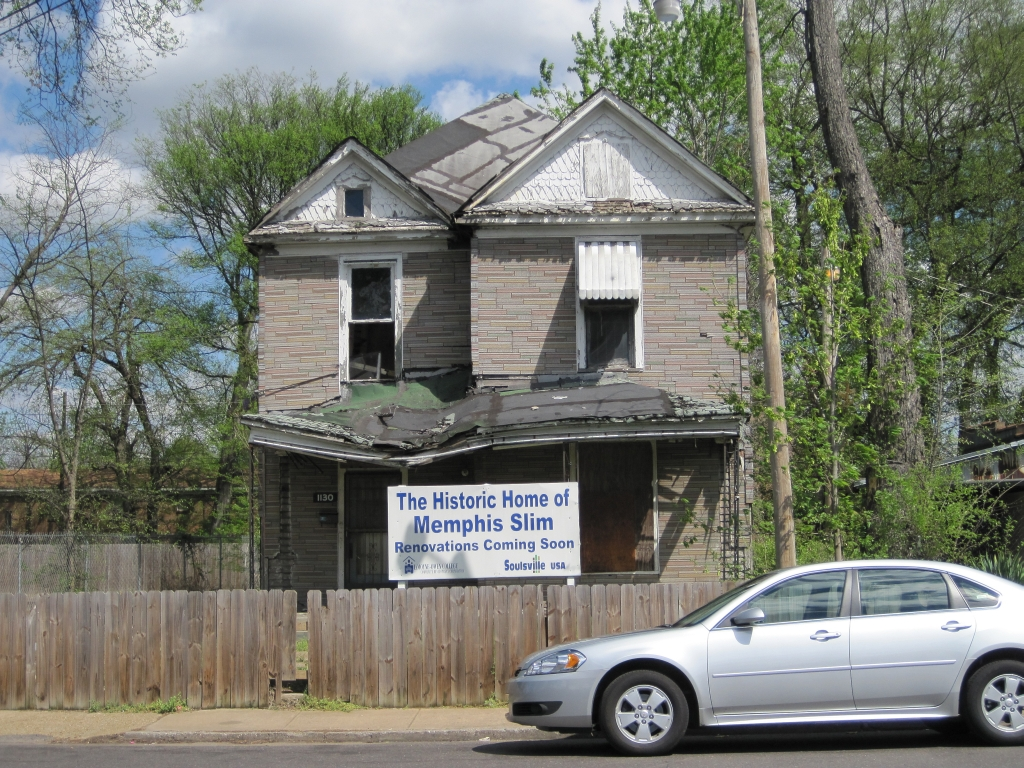
Memphis Slims födelsehem 2010.

John Len "Peter" Chatman, känd under artistnamnet Memphis Slim, född den 3 september 1915 i Memphis, Tennessee, död den 24 februari 1988 i  Paris, Frankrike var en amerikansk bluespianist och -sångare samt låtskrivare (det senare ofta under pseudonymen L.C. Frazier).

## Biografi
John Lens far, Peter Chatman, var bluesmusiker (gitarr) och ledde "The Washboard Band" i vilket även pianisten Roosevelt Sykes ingick. Inspirerad av denne lärde John Len sig spela piano och i ungdomen började han upprträda på "juke joints" och dansställen.
I slutet av 1930-talet slöt sig Chatman till alla de som flydde fattigdomen i Sydstaterna och hamnade som så många andra i den växande industristaden Chicago. Här lärde han känna Big Bill Broonzy och John Lee "Sonny Boy" Williamson och 1939 gjorde han sina första inspelningar (på Okeh), dock under faderns namn, "Peter Chatman". 1940 flyttade han över till Bluebird. På förslag från bolagets producent Lester Melrose började han spela under namnet "Memphis Slim" och fick sin första hit med "Beer Drinking Woman". 1940 ersatte han Joshua Altheimer, som avlidit i november, som pianist i Broonzys band, men 1944 lämnade han Broonzy och startade eget: "Memphis Slim and his House Rockers". Med sitt eget band gjorde han turnéer i USA, men även en "rundtur" bland skivbolagen: från Hy-Tone via King, Miracle, Peacock, Premium, Chess och Mercury tills han hamnade hos United Records där han, och bandet, stannade från 1952 till 1954 när bolaget skar ner på sin produktion av blues. Han var därefter inte knuten till något bolag fram till 1958 då han skrev på för Vee-Jay.
Under 1950-talet spelade han även tillsammans med Willie Dixon och 1960 och 1961 följde han med på dennes europaturnéer. 1962 och 1963, samt 1972, deltog han även i europaturnéerna American Folk Blues Festival i vilka Dixon spelade inte bara en musikalisk roll, utan även en organisatorisk.
Eftersom bluesen vid den tiden rönte större uppskattning och gav större försörjningsmöjligheter i Europa (som också var betydligt friare från rassegregation) än i USA bosatte han sig i Paris 1962, där han bodde kvar till sin död. I Paris gifte han sig med Christine Freys, dotter till en nattklubbsägare, och han öppnade även sin egen klubb "Memphis Melodies Club" där. Han uppträdde regelbundet i Europa (även på TV), medverkade i flera franska filmer och skrev musiken till À nous deux France 1970. Av och till återvände han till USA för framträdanden och under ett sådant återbesök 1976 yttrade han "jag tror inte att något jag har gjort skulle ha varit möjligt om jag hade stannat här".
John Len Chatman dog av njursvikt den 28 februari 1988 i Paris och hans kvarlevor fördes en månad senare till USA där han begravdes vid sidan av sin far på Galilee Memorial Gardens Cemetery i Memphis. Under begravningsdagen, av Memphis borgmästare utbämnd till "Memphis Slim Tribute Day", flaggade staden officiellt på halv stång.

## Utmärkelser
Memphis Slim utsågs till kommendör av Arts et Lettres-orden av det franska kulturministeriet 1986.
1988 tilldelades han titeln "Ambassador-at-Large of Good Will" av USA:s senat.
Han valdes in i Blues Hall of Fame postumt 1989 av Blues Foundation.

## Diskografi

### Singlar listade på Billboards R&B (race records)-lista
Högsta listplacering inom parentes
- 1948: "Messin' Around" / "Midnight Jump" (1 / -)
- 1949: "Frisco Bay" / "Timsy's Whimsy" (12 / -)
- 1949: "Blue and Lonesome" / "Help Me Some" (2 / 9)
- 1949: "Angel Child" / "Nobody Loves Me" (6 / -)
- 1951: "Mother Earth" / "Really Got the Blues" (7 / -)
- 1953: "The Come Back" / "Five O'Clock Blues" (3 / -)

### Album
- 1959: Memphis Slim at the Gate of the Horn
- 1960: Real Boogie Woogie 2
- 1960: Blue This Evening
- 1960: Frisco Bay Blues
- 1960: Travelling with the Blues
- 1960: Rock me Baby med Alexis Korner
- 1961: Tribute to Big Bill Broonzy etc.
- 1961: Alone with My Friends
- 1961: Just Blues
- 1961: Broken Soul Blues
- 1961: Memphis Slim, Chess
- 1961: Steady Rolling Blues
- 1961: The World's Foremost Blues Singer
- 1962: Blues by Jazz Gillum
- 1962: Memphis Slim's Tribute
- 1962: Memphis Slim & Willie Dixon in Paris
- 1962: No Strain
- 1962: Willies Blues
- 1962: Memphis Slim U.S.A.k
- 1963: All Kinds of Blues
- 1963: Piano Blues
- 1964: If the Rabbit Had a Gun
- 1964: Memphis Slim
- 1966: Pinetop's Blues
- 1966: Blue Portrait
- 1966: Self Portrait
- 1969: Mother Earth
- 1969: Right Now
- 1970: Messin' Around with the Blues
- 1971: Blue Memphis
- 1971: Boogie Woogie
- 1971: Born With the Blues
- 1971: Memphis Slim
- 1972: Bad Luck & Trouble
- 1972: Great Memphis Slim
- 1972: Memphis Slim & Willie Dixon
- 1972: Memphis Slim
- 1972: Memphis Slim, Vol. 2
- 1972: South Side Reunion
- 1973: Blues in Europe
- 1973: Very Much Alive and in Montreux
- 1974: At Lausanne
- 1974: At the Village Gate
- 1974: Favorite Blues Singers
- 1974: Honky Tonk Sound
- 1974: Live
- 1974: Memphis Slim & Matthew Murphy
- 1974: Memphis Slim [America]
- 1974: Real Boogie Woogie
- 1974: Real Honky Tonk
- 1975: Blues Man
- 1975: Goin' Back to Tennessee
- 1975: Rock Me Baby
- 1976: Chicago Boogie
- 1976: Fattenin' Frogs for Snakes
- 1977: Memphis Slim & Michel Denis
- 1978: Chicago Blues
- 1981: Blues & Women
- 1981: I'll Just Keep on Singin' the Blues
- 1981: Memphis Heat
- 1981: Rockin' the Blues
- 1984: Boogie Woogie Piano
- 1985: Sonny Boy Williamson and Memphis Slim in Paris
- 1989: Dialogue in Boogie
- 1990: Parisian Blues
- 1990: Steppin' Out – Live at Ronnie Scott's
- 1991: Worried Life
- 1992: Memphis Blues
- 1993: 1960 London Sessions
- 1993: Jazz in Paris: Aux Trois Mailletz
- 1994: Live at the Hot Club
- 1995: Boogie After Midnight
- 1995: Blues in the Evening
- 1996: Baby Please Come Home!
- 2000: The Gate of the Horn [live]
- 2000: The Folkways Years 1959–1973
- 2002: Boogie for My Friends
- 2002: I Feel So Good
- 2002: Come Back
- 2003: Live in France 1963
- 2003: Blue This Evening
- 2004: Very Best Of Memphis Slim: Messin' Around With The Blues
- 2004: Southside Reunion med Buddy Guy
- 2004: Memphis Heat
- 2004: Double Barreled Boogie med Roosevelt Sykes
- 2005: Paris Mississippi Blues
- 2005: Worried Life Blues
- 2006: All Kinds of Blues
- 2006: Raining the Blues
- 2007: Ambassador of the Blues
- 2008: Mother Earth
- 2009: Nobody Loves Me (Everyday I Have The Blues),
- 2010: I am the Blues
- 2010:  Vol. 1-2-Legend of the Blues